# چونچون
شهر چونچون (به کره‌ای: 춘천) (به انگلیسی: Chuncheon)  یک شهر در شمال‌شرق کره جنوبی (مرکز شبه‌جزیره کره) بر روی  است که در تابعیت استان گانگوون قرار دارد. چونچون مرکز اداری استان گانگوون نیز می‌باشد.

## تاریخ
در آوریل سال ۱۹۱۴ میلادی، در دوران حاکمیت استعماری ژاپن بر کره، در تابعیت استان (تاریخی) گانگوون، «شهرستان چونچون» [춘천군] با ۱۲ قصبه قرار داشت. این قصبه‌ها شامل: بوک‌سان‌اوئ [북산외면]، بونه [부내면]، دونگ‌سان‌اوئ‌ایل‌جاک [동산외일작면]، دونگ‌سان‌اوئ‌ای‌جاک [동산외이작면]، سابوک [사북면]، سانه [사내면]، سوسانگ [서상면]، سوهام [서하면]، شین‌بوک [신북면]، شین‌نام [신남면]، نام‌سان‌اوئ‌ایل‌جاک [남산외일작면]، نام‌سان‌اوئ‌ای‌جاک [남산외이작면].
در سال ۱۹۱۷ میلادی، قصبهٔ «بوک‌سان‌اوئ» [북산외면] به «بوک‌سان» [북산면] تغییر نام یافت.
در همان تاریخ، قصبهٔ «دونگ‌سان‌اوئ‌ایل‌جاک» [동산외일작면] به «دونگ (شرقی)» [동면] و قصبهٔ «دونگ‌سان‌اوئ‌ای‌جاک» [동산외이작면] به «دونگ‌سان» [동산면] تغییر نام یافتند.
در همان تاریخ، قصبهٔ «نام‌سان‌اوئ‌ایل‌جاک» [남산외일작면] به «نام (جنوبی)» [남면] و قصبهٔ «نام‌سان‌اوئ‌ای‌جاک» [남산외이작면] به «نام‌سان» [남산면] تغییر نام یافتند.
در همان تاریخ، قصبهٔ «بونه» به دو قصبهٔ «چونچون» [춘천면] و «دونگنه» [동내면] تقسیم شد. (۱۳ قصبه)
در آوریل ۱۹۳۱ میلادی، «قصبهٔ چونچون» به شهرک [춘천읍] ارتقاء یافت. (۱ شهرک، ۱۲ قصبه)
در سال ۱۹۳۴ میلادی، دو قصبهٔ «سوسانگ» و «سوهام» ادغام شده و به «قصبهٔ سو (غربی)»  [서면] تغییر نام یافتند.
در همان تاریخ، دو قصبهٔ «نام (جنوبی)» و «نام‌سان» تحت نام «نام (جنوبی)» ادغام شدند. روستای «اوئأم» [의암리] از قصبهٔ «نام (جنوبی)» جدا شده و ضمیمهٔ قصبهٔ «شین‌دونگ» شد. (۱ شهرک، ۱۰ قصبه)
در اکتبر ۱۹۳۹ میلادی، دو قصبهٔ «دونگنه» و «شین‌نام» ادغام شده و به «شین‌دونگ» [신동면] تغییر نام یافتند. (۱ شهرک، ۹ قصبه)
در همان تاریخ، دو روستای «اودو» [우두리] و «ماسان» [마산리] از قصبهٔ «شین‌بوک» جدا شده و ضمیمهٔ شهرک چونچون شدند.
پس از استقلال کره از ژاپن در سال ۱۹۴۵ میلادی، این کشور به دو نیمه تقسیم شد. مرز بین دو کره در آن زمان، مدار ۳۸ درجه شمالی در نظر گرفته شده بود. این مدار از میان استان (تاریخی) گانگوون و از جنوب شهرستان یانگ‌گو عبور می‌کند. در نتیجه استان گانگوون به نیمهٔ شمالی و نیمهٔ جنوبی تقسیم شد. تقریبا تمامی اراضی این شهرستان در جنوب این مدار قرار گرفت.
تمامی قصبهٔ «سانه» [사내면]، نیمی از قصبهٔ «سابوک»، و بخش‌هایی از قصبه‌های «بوکسان» و «شین‌بوک» در شمال مدار قرار گرفته و در تابعیت کره شمالی قرار گرفتند. قصبهٔ «سانه» ضمیمهٔ شهرستان گیم‌هوا شد. نیمهٔ شمالی قصبهٔ «سابوک» و «شین‌بوک» منحل شده و اراضی آن‌ها به قصبهٔ «سانه» پیوستند.  «قصبهٔ بوک (شمالی)» [북면] از شهرستان گاپیونگ در استان گیونگ‌گی نیز که در شمال مدار ۳۸ درجه بود، به «قصبهٔ سانه» ضمیمه شدند. اراضی «قصبهٔ بوک‌سان» [북산면] از شهرستان چونچون که در شمال مدار ۳۸ درجه بود ضمیمهٔ «قصبهٔ گاندونگ»‌ در شهرستان هواچون شدند.
در عین حال، شهرستان یانگ‌گو، که بیشتر آن در شمال مدار ۳۸ درجه قرار گرفته بود، دو روستای خویش  از قصبهٔ «نام (جنوبی)»، سانگ‌سونه [상수내리] و هاسونه [하수내리]، را از دست داد. این دو روستا در جنوب مدار بوده، ضمیمهٔ قصبهٔ «بوکسان» در شهرستان چونچون شدند. (۱ شهرک، ۸ قصبه)
در ژوئن سال ۱۹۴۶، «شهرک چونچون» از شهرستان چونچون جدا شده و به «ولایت [بوُ] چونچون» [춘천부] ارتقاء یافت. باقی‌ماندهٔ شهرستان «چونچون» به «چونسونگ» [춘성군] تغییر نام یافت.
«ولایت» یا «بوُ» (معادل تقریبی انگلیسی: Prefecture)، یک واحد تقسیماتی کوتاه‌مدت در سال‌های اولیه پس از تأسیس جمهوری کره بود. در اوت سال ۱۹۴۹، با اصلاح تقسیمات اداری، این نوع واحد تقسیماتی از رده خارج شد، و «ولایت چونچون» به «شهر در سطح شهرستان» تغییر یافت. نام رسمی آن، از آن تاریخ به بعد، «شهر چونچون» [춘천시] شد.
با پایان جنگ کره در سال ۱۹۵۳ میلادی و امضای آتش‌بس بین کره شمالی و ایالات متحده آمریکا، تمامی اراضی این شهرستان تحت حاکمیت کره جنوبی قرار گرفت. در نتیجه، در نوامبر ۱۹۵۴ میلادی، قصبه‌های «بوکسان»، «سابوک»، «شین‌بوک» اراضی پیش از تقسیم خود را باز یافتند و به حالت قبل در تابعیت شهرستان چونسونگ قرار گرفتند. این اراضی، در تابعیت کرهٔ شمالی، در قصبهٔ «سانه» قرار داشتند. قصبهٔ «سانه» در تابعیت کره جنوبی، و با اراضی اصلی و پیش از تقسیم خود، بجای اینکه به شهرستان چونسونگ برگردانده شود، در تابعیت شهرستان هواچون قرار گرفت. دو روستای سانگ‌سونه [상수내리] و هاسونه [하수내리] که تا پیش از آتش‌بس، در قصبهٔ «بوکسان» قرار داشتند، به شهرستان یانگ‌گو قصبهٔ «نام (جنوبی)» برگردانده شدند. (۱ شهرک، ۸ قصبه)
در ماه ژوئیه سال ۱۹۷۳ میلادی، دو روستا از شهرستان چونسونگ، «قصبهٔ دونگسان» ضمیمهٔ شهرستان هونگ‌چون شدند‌؛ روستای بوک‌بانگ [북방리] به قصبهٔ «بوک‌بانگ» و روستای «پونگچون» [풍천리] به قصبهٔ «هواچون» پویستند. 
در همان تاریخ، روستای «سوسان» [수산리] از قصبهٔ‌ «بوکسان» در شهرستان چونسونگ جدا شده، و به قصبهٔ «نام (جنوبی)» در شهرستان اینجه پیوست.
در همان تاریخ، تعدادی روستا نیز از شهرستان چونسونگ جدا شده و به شهر چونچون پیوستند. از قصبهٔ «شین‌دونگ»، روستاهای «چیلجون» [칠전리]، «سامچون» [삼천리]، «سونگام» [송암리]؛ از قصبهٔ «سو (غربی)»، روستاهای «گومسان» [금산리] و «هیونام» [현암리]؛ از قصبهٔ «شین‌بوک»، روستای «شین‌دونگ» [신동리].
در آوریل ۱۹۸۹ میلادی، قصبهٔ «دونگنه» با جدائی از قصبهٔ «شین‌دونگ» تأسیس شد.
در همان تاریخ، قصبهٔ «نام (جنوبی)» نیز، مجددا به دو قصبهٔ «نام (جنوبی)» و «نام‌سان» تقسیم شد.
در فوریه سال ۱۹۹۲ میلادی، «شهرستان چونسونگ» مجددا به نام «شهرستان چونچون» تغییر نام داد.
در ژانویه سال ۱۹۹۵ میلادی، در پی سیاست تقسیمات اداری کره جنوبی در متحد کردن شهرها و حومه‌های آنها، «شهر چونچون» و «شهرستان چونچون» با هم تحت نام «شهر چونچون» ادغام شدند. (ناحیه، ۱۰ قصبه)
در مارس سال ۱۹۹۵، قصبهٔ «شین‌بوک» به «شهرک» ارتقاء یافت.
در اکتبر ۱۹۹۸ میلادی، اصلاحات تقسیماتی عمده‌ای در خصوص ناحیه‌های چونچون به وقوع پیوست. در پی این اصلاحات، تعداد قابل توجهی از ناحیه‌های تابع چونچون‌ (که از نظر جمعیتی کمتر از حد نصاب ۵ هزار نفری بودند) ادغام شده و نواحی جدید تشکیل دادند. در پی این تغییرات، تعداد ناحیه‌های تابع چونچون از ۲۴ به ۱۵ عدد رسید. این تغییرات شامل:
1. تشکیل ناحیهٔ «سویانگ» با ادغام نواحی «جونگانگ» [중앙동]، «سوناک» [소낙동]، و «سویانگ» [소양동]
2. تشکیل ناحیهٔ «شین‌سائو» با ادغام نواحی «اودو» [우두동]، «سانونگ» [사농동]، «سائو» [사우동]، «شین» [신동]
3. تشکیل ناحیهٔ «گانگنام» با ادغام نواحی «اونوئ» [온의동]، «چیل‌سونگ» [칠송동]، «سامچون» [삼천동]
4. تشکیل ناحیهٔ «گونهوا» با ادغام نواحی «گونهوا» [근화동] و «هوبان» [호반동]
5. تشکیل ناحیهٔ «یاکسا» با ادغام نواحی «جونگنیم» [죽림동] و «یاکسا» [약사동]

در سال ۱۹۹۹ میلادی، روستای «جونگجوک» [중족리] از قصبهٔ «شین‌دونگ» جدا شده و به ناحیهٔ «گانگنام» ملحق شد.
در مارس ۲۰۰۷، نام روستای «تونگّوک» [통곡리] به «سانسو» تغییر یافت.
در تاریخ نامعلومی در سال‌های گذشته، نام ناحیهٔ «یاکسا»، با نام «میونگ»، نام خیابان‌های تجاری مشهور اطراف این منطقه ترکیب شده، و نام آن به ناحیهٔ «یاکسامیونگ» تغییر یافت.

## تقسیمات اداری
شهر چونچون به ۱۵ ناحیه، ۱ شهرک، و ۹ قصبهٔ تابعه تقسیم شده است. در تابعیت شهرک و قصبهٔ تابعهٔ این شهر، در مجموع ۷۸ عدد روستا وجود دارد. (البته که در تابعیت چونچون، ۲۹ ناحیهٔ مدیریت شهری نیز وجود دارد که مرزهای آن، با نواحی تقسیمات اداری انطباق ندارد.)‌
|                     |                     |                     |                               |                               |                      |            |         |  |  |  |
|                     |                     |                     |                               |                               |                      |            |         |  |  |  |
| نام                 | کره‌ای (هانگول)      | هانجا               | برگردان لاتین (نظام اصلاح‌شده) | برگردان لاتین (مک‌کیون–ریشاور) | مساحت (کیلومتر مربع) | جمعیت-۲۰۲۵ | خانوار  |  |  |  |
| منطقهٔ شهری چونچون   | منطقهٔ شهری چونچون   | منطقهٔ شهری چونچون   | منطقهٔ شهری چونچون             | منطقهٔ شهری چونچون             | ۵۳٫۰۷                | ۲۲۴٬۷۰۱    | ۱۰۸٬۰۴۳ |  |  |  |
| ناحیه توئ‌گیه        | 퇴계동              | 退溪洞              | Toegye-dong                   | T'oegye-dong                  | ۴٫۱۳                 | ۴۶٬۲۲۳     | ۲۰٬۰۵۱  |  |  |  |
| ناحیه جوئون         | 조운동              | 朝雲洞              | Joun-dong                     | Choun-dong                    | ۰٫۳۲                 | ۲٬۴۷۸      | ۱٬۵۵۷   |  |  |  |
| ناحیه سوکسا         | 석사동              | 碩士洞              | Seoksa-dong                   | Sŏksa-dong                    | ۴٬۰۸                 | ۳۲٬۸۶۰     | ۱۵٬۴۰۵  |  |  |  |
| ناحیه سویانگ        | 소양동              | 昭陽洞              | Soyang-dong                   | Soyang-dong                   | ۱٫۲۶                 | ۸٬۷۰۵      | ۴٬۰۸۰   |  |  |  |
| ناحیه شین‌سائو       | 신사우동            | 新史牛洞            | Sinsau-dong                   | Shinsau-dong                  | ۱۱٫۶۲                | ۲۵٬۴۷۸     | ۱۱٬۰۰۶  |  |  |  |
| ناحیه گانگنام       | 강남동              | 江南洞              | Gangmam-dong                  | Kangnam-dong                  | ۱۴٫۶۵                | ۲۵٬۴۷۹     | ۱۱٬۰۸۶  |  |  |  |
| ناحیه گونهوا        | 근화동              | 槿花洞              | Geunhwa-dong                  | Kŭnhwa-dong                   | ۹٫۵۹                 | ۹٬۰۰۹      | ۴٬۵۲۰   |  |  |  |
| ناحیه گیو           | 교동                | 校洞                | Gyo-dong                      | Kyo-dong                      | ۰٫۵۰                 | ۳٬۸۵۹      | ۲٬۷۳۵   |  |  |  |
| ناحیه هوپیونگ ۱ام   | 후평1동             | 後坪1洞             | Hupyeong 1(il)-dong           | Hup'yŏng 1(il)-tong           | ۱٫۸۶                 | ۱۱٬۰۸۳     | ۶٬۳۳۴   |  |  |  |
| ناحیه هوپیونگ ۲ام   | 후평2동             | 後坪2洞             | Hupyeong 2(i)-dong            | Hup'yŏng 2(i)-dong            | ۰٫۶۷                 | ۱۳٬۸۱۰     | ۶٬۳۳۴   |  |  |  |
| ناحیه هوپیونگ ۳ام   | 후평3동             | 後坪2洞             | Hupyeong 3(sam)-dong          | Hup'yŏng 3(sam)-dong          | ۱٫۲۱                 | ۱۹٬۳۸۰     | ۸٬۹۵۹   |  |  |  |
| ناحیه هیوجا ۱ام     | 효자1동             | 孝子1洞             | Hyoja 1(il)-dong              | Hyoja 1(il)-tong              | ۰٫۶۵                 | ۴٬۰۰۱      | ۱٬۹۰۵   |  |  |  |
| ناحیه هیوجا ۲ام     | 효자2동             | 孝子2洞             | Hyoja 2(i)-dong               | Hyoja 2(i)-dong               | ۱٫۱۶                 | ۱۲٬۵۵۵     | ۸٬۷۵۱   |  |  |  |
| ناحیه هیوجا ۳ام     | 효자3동             | 孝子3洞             | Hyoja 3(sam)-dong             | Hyoja 3(sam)-dong             | ۰٫۸۵                 | ۴٬۳۹۱      | ۲٬۹۰۳   |  |  |  |
| ناحیه یاکسامیونگ    | 약사명동            | 藥司明洞            | Yaksamyeong-dong              | Yaksamyŏng-dong               | ۰٫۵۲                 | ۵٬۳۹۰      | ۲٬۴۱۷   |  |  |  |
| منطقهٔ حومه‌ای چونچون | منطقهٔ حومه‌ای چونچون | منطقهٔ حومه‌ای چونچون | منطقهٔ حومه‌ای چونچون           | منطقهٔ حومه‌ای چونچون           | ۱٬۱۱۰٫۲۸             | ۵۷٬۷۳۸     | ۲۹٬۶۰۸  |  |  |  |
| شهرک شین‌بوک         | 신북읍              | 新北邑              | Sinbuk-eup                    | Shinbuk-ŭp                    | ۵۷٫۲۳                | ۶٬۹۸۶      | ۳٬۶۱۸   |  |  |  |
| قصبه بوکسان         | 북산면              | 北山面              | Buksan-myeon                  | Puksan-myŏn                   | ۲۱۴٫۹۸               | ۹۳۷        | ۶۲۰     |  |  |  |
| قصبه دونگ (غربی)    | 동면                | 東面                | Dong-myeon                    | Tong-myŏn                     | ۱۳۴٫۲۰               | ۱۸٬۷۹۹     | ۸٬۱۲۴   |  |  |  |
| قصبه دونگسان        | 동산면              | 東山面              | Dongsan-myeon                 | Tongsan-myŏn                  | ۸۰٫۸۱                | ۱٬۳۴۷      | ۷۶۶     |  |  |  |
| قصبه دونگنه         | 동내면              | 東內面              | Dongnae-myeon                 | Tongnae-myŏn                  | ۳۶٫۶۲                | ۲۰٬۱۲۱     | ۹٬۳۲۴   |  |  |  |
| قصبه سابوک          | 사북면              | 史北面              | Sabuk-myeon                   | Sabuk-myŏn                    | ۱۵۲٫۵۷               | ۲٬۲۹۳      | ۱٬۳۶۸   |  |  |  |
| قصبه سو (غربی)      | 서면                | 西面                | Seo-myeon                     | Sŏ-myŏn                       | ۱۴۱٫۶۴               | ۳٬۵۸۰      | ۱٬۹۷۴   |  |  |  |
| قصبه شین‌دونگ        | 신동면              | 新東面              | Sindong-myeon                 | Shindong-myŏn                 | ۴۸٫۱۹                | ۲٬۵۳۵      | ۱٬۲۳۲   |  |  |  |
| قصبه نام (جنوبی)    | 남면                | 南面                | Nam-myeon                     | Nam-myŏn                      | ۷۳٫۲۰                | ۱٬۰۴۳      | ۶۵۹     |  |  |  |
| قصبه نام‌سان         | 남산면              | 南山面              | Namsan-myeon                  | Namsan-myŏn                   | ۱۲۴٫۱۱               | ۳٬۲۲۷      | ۱٬۹۲۳   |  |  |  |

### لیست روستاها
شهرک شین‌بوک
| - بالسان (발산리، Balsan-ri) - جینه (지내리، Jinae-ri) - چونجون (천전리، Cheonjeon-ri) | - سانچون (산천리، Sancheon-ri) - یوپو (유포리، Yupo-ri) - یولمون (율문리، Yulmun-ri) | - یونگسان (용산리، Yongsan-ri) |

قصبه بوکسان
| - اوهانگ (오항리، Ohang-ri) - بوگوی (부귀리، Bugwi-ri) - جوگیو (조교리، Jogyo-ri) - جونگ‌پیونگ (청평리، Cheongpyeong-ri) | - چوجون (추전리، Chujeon-ri) - چوگوک (추곡리، Chugok-ri) - ده‌دونگ (대동리، Daedong-ri) - ده‌گوک (대곡리، Daegok-ri) | - مولّو (물로리، Mullo-ri) - نه‌پیونگ (내평리، Naepyeong-ri) |

قصبه دونگ (غربی)
| - پومان (품안리، Puman-ri) - پومگول (품걸리، Pumgeol-ri) - پیونگچون (평촌리، Pyeongchon-ri) - جانگهاک (장학리، Janghak-ri) | - جینه (지내리، Jinae-ri) - سانگّول (상걸리، Sanggeol-ri) - شینی (신이리، Sini-ri) - گامجونگ (감정리، Gamjeong-ri) | - مانچون (만천리، Mancheon-ri) - وول‌گوک (월곡리، Wolgok-ri) |

قصبه دونگسان
| - بونگ‌میون (봉명리، Bongmyeong-ri) - جویانگ (조양리، Joyang-ri) | - گونجا (군자리، Gunja-ri) | - وون‌چانگ (원창리، Wonchang-ri) |

قصبه دونگنه
| - سائام (사암리، Saam-ri) - شینچون (신촌리، Sinchon-ri) | - گودو (거두리، Geodu-ri) - گوئون (고은리، Goeun-ri) | - هاک‌گوک (학곡리، Hakgok-ri) |

قصبه سابوک
| - اوتان (오탄리، Otan-ri) - ایلّام (인람리، Illam-ri) - جیچون (지촌리، Jichon-ri) - جیئام (지암리، Jiam-ri) | - سونگام (송암리، Songam-ri) - شینپو (신포리، Sinpo-ri) - گائیل (가일리، Gail-ri) - گوتان (고탄리، Gotan-ri) | - گوسونگ (고성리، Goseong-ri) - وون‌پیونگ (원평리، Wonpyeong-ri) |

قصبه سو (غربی)
| - آنبو (안보리، Anbo-ri) - اُوول (오월리، Owol-ri) - بانگ‌دونگ (방동리، Bangdong-ri) - دانگنیم (당림리، Dangnim-ri) | - دوک‌دوون (덕두원리، Deokduwon-ri) - سوسانگ (서상리، Seosang-ri) - شین‌مه (신매리، Sinmae-ri) - گومسان (금산리، Geumsan-ri) | - وول‌سونگ (월송리، Wolsong-ri) - هیون‌ئام (현암리، Hyeonam-ri) |

قصبه شین‌دونگ
| - اوئأم (의암리، Uiam-ri) - پالمی (팔미리، Palmi-ri) | - جونگ (증리، Jeung-ri) - جونگ‌جوک (정족리، Jeongjok-ri) | - هیول‌دونگ (혈동리، Hyeoldong-ri) |

قصبه نام (جنوبی)
| - باگام (박암리، Bagam-ri) - بالسان (발산리، Balsan-ri) - چوگوک (추곡리، Chugok-ri) | - گاجونگ (가정리، Gajeong-ri) - گوانچون (관천리، Gwancheon-ri) - هان‌دوک (한덕리، Handeok-ri) | - هودونگ (후동리، Hudong-ri) |

قصبه نام‌سان
| - بانگّوک (방곡리، Banggok-ri) - بانگها (방하리، Bangha-ri) - بِک‌یانگ (백양리، Baekyang-ri) - چانگچون (창촌리، Changchon-ri) | - سانسو (산수리، Sansu-ri) - سوچون (서천리، Seocheon-ri) - سودونگ (수동리، Sudong-ri) - گانگ‌چون (강촌리، Gangchon-ri) | - گوانگپان (광판리، Gwangpan-ri) - هِنگ‌چون (행촌리، Haengchon-ri) |